# Miltochrista nigricirris
Miltochrista nigricirris là một loài bướm đêm thuộc phân họ Arctiinae, họ Erebidae.